# Organització territorial dels Estats Units
Els Estats Units d'Amèrica conformen una federació que està formada per cinquanta estats autònoms, els quals són entitats sobiranes dividides en comtats o municipalitats que abasten una o més ciutats, pobles i viles així com altres institucions i autoritats subordinades. Els cinquanta estats conformen un estat federat, una Unió que exerceix jurisdicció exlusiva sobre el districte federal, un territori especial on es troba la capital de la federació, i que rep el nom de Districte de Colúmbia.
L'estat federat, a més, exerceix jurisdicció sobre les bases militars, les ambaixades i els consolats localitzats als països estrangers i, de manera més limitada sobre les reserves ameríndies i els estats lliures associats i els estats del commonwealth.

## Unitats polítiques: els estats
Article principal: Estats dels Estats Units

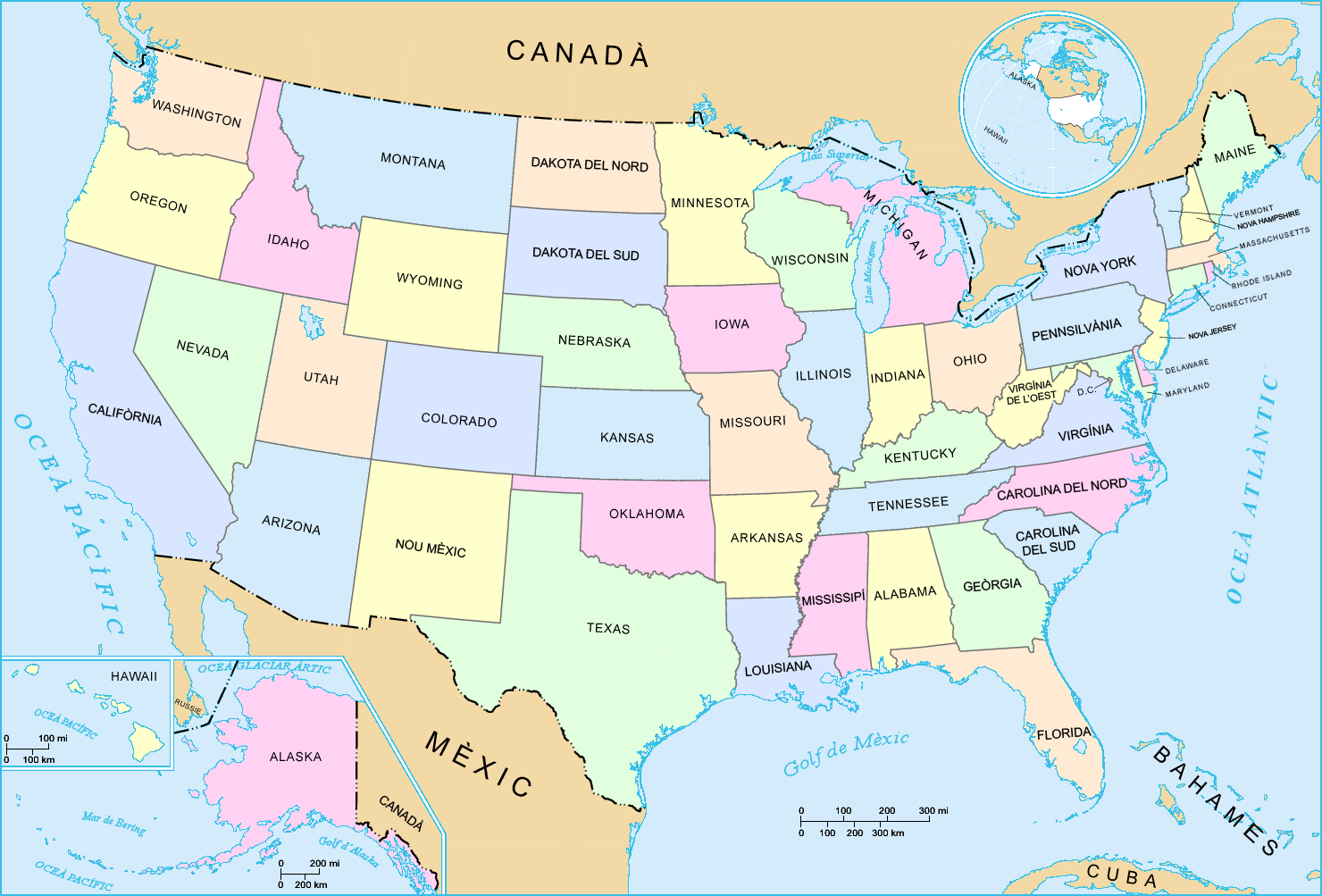
Estats de la Unió

La unitat política principal dels Estats Units a nivell federal és l'estat. Tècnicament, i legalment, els estats no són "divisions administratives" sinó unitats que conformen els Estats Units, atès que la nació i els estats que la conformen operen sota un sistema de sobirania paral·lela. D'acord amb diverses decisions de la Cort Surprema de la nació, els diversos estats i els Estats Units (és a dir, l'estat federat que és coextensiu amb els 50 estats i el Districte de Colúmbia) són jurisdiccions sobiranes. La sobirania dels Estats Units està estrictament limitada als termes establerts en la constitució de la nació, mentre que la sobirania de cada estat que la conforma és il·limitada, llevat de:
- La sobirania i els poders que cada estat hagi transferit als Estats Units per mitjà de la constitució federal
- Les provisions de la seva pròpia constitució estatal, la qual estableix els paràmetres dins dels quals s'exerceix la seva sobirania.

La majoria dels estats han descentralitzat l'administració de llurs poderes sobirans en dos o tres nivells. El primer nivell de descentralització és el nivel estatal, constituït per les agències que operen sota el control directe dels òrgans principals del govern estatal (com ara els departaments de sanitat, d'estadística, de transportació, etc.) El segon nivell és el county o comtat (borough a Alaska o parish a Louisiana), el qual és la divisió adminsitrativa de l'estat. El tercer nivell, que no existeix en tots els estats, és el township o municipalitat, una divisió administrativa del comtat.
Els estats que conformen la Unió són:
| - Alabama - Alaska - Arizona - Arkansas - Califòrnia - Carolina del Nord - Carolina del Sud - Colorado - Connecticut - Dakota del Nord | - Dakota del Sud - Delaware - Florida - Geòrgia - Hawaii - Idaho - Illinois - Indiana - Iowa - Kansas | - Kentucky - Louisiana - Maine - Massachusetts - Maryland - Michigan - Minnesota - Mississipi - Missouri - Montana | - Nebraska - Nevada - Nou Mèxic - Nou Hampshire - Nova Jersey - Nova York - Ohio - Oklahoma - Oregon - Pennsilvània | - Rhode Island - Tennessee - Texas - Utah - Vermont - Virgínia - Virgínia de l'Oest - Washington - Wisconsin - Wyoming |

## Altres entitats no administrades pels estats
Les següents entitats són regions que no són administrades pels estats sinó per la Unió:

### Districte de Colúmbia
El Districte de Colúmbia és el districte federal sota l'autoritat directa del Congrés, format per les terres que van cedir al govern federal els estats de Maryland i Virgínia, encara que el territori que cediria Virgínia va ser retornat a la jursisdicció estatal. El districte federal no és part de cap estat, i només el Congrés dels Estats Units té el poder constitucional i jursidicció exclusiva en tots els afers del districte. El districte és alhora la capital de la federació, Washington, i per tant, és administrat per una alcaldia.

### Reserves índies
Les reserves índies són una classificació separada i especial de la divisió política dels Estats Units. Sota la llei nord-americana, les tribus índies són nacions sobiranes, la qual cosa vol dir que llur autoritat legal a existir es deriva de manera independent dels estats i del govern federal. No obstant això, sota aquesta definició de sobirania tribal, no poden actuar de manera separada del govern federal, encara que són immunes a les regulacions de les lleis dels estats on resideixen. Fins a finals del segle xix els acords entre el govern federal i els pobles amerindis eren anomenats "tractats"; avui dia es consideren "legislacions internes" i des del 1883 no s'ha realitzat cap altre tractat amb tribus ameríndies.

### Territoris
Article principal: Territoris dels Estats Units 
Les regions que no són part de cap estat i que no són assignades a cap poble amerindi nord-americà nadiu, han estat designades com a territoris pel govern federal. La majoria d'aquestes possessions s'aconseguien per confiscació (guerra o colonització) o per cessió. Tots els territoris continentals ja s'han convertit en estats de la Unió, i la majoria dels territoris d'ultramar avui dia són estats independents (Cuba i Filipines en són dos exemples). A diferència dels estats, l'autoritat per governar dels territoris dependents no prové del poble d'aquestes regions, sinó del govern federal. No obstant això, en la majoria dels casos, el Congrés els ha atorgat certa autonomia.
Els territoris són dividits en:

#### Àrees insulars

##### Incorporats
Avui dia només existeix un territori incorporat, l'Atol Palmyra.

##### No incorporats
- Samoa Americana (oficialment no organitzat, encara que amb autonomia sota l'autoritat del Departament de l'Interior)
- Guam
- Illes Marianes del Nord (commonwealth)
- Puerto Rico (commonwealth; estado libre asociado és la denominació en castellà, l'altra llengua oficial de Puerto Rico)
- Illes Verges Nord-americanes

Amb l'Atol Palmyra, els següents formen part de les illes d'Ultramar Menors dels EUA, però són territoris no incorporats deshabitats:
- Illa Baker
- Illa Howland
- Illa Jarvis
- Atol Johnston
- Escull Kingman
- Illes Midway
- Illa Navassa
- Illa Wake

La base militar de la Badia de Guantánamo (Cuba) és un territori no incorporat pel qual teòricament es paga un lloguer a la República de Cuba. Ara bé, des de la Revolució, el govern cubà no vol cobrar el lloguer i reclama la recuperació del territori ocupat.

### Estats lliures associats
Els estats lliures associats són tres nacions sobiranes amb les quals els Estats Units han establert un Tractat de Lliure Associació. Ja no estan sota jurisdicció nord-americana des que van aconseguir la sobirania. No obstant això, eren considerades dependències dels Estats Units fins a llur admissió a les Nacions Unides durant la dècada de 1990. Segons acord, els Estats Units hi conservarien les seves bases militars a canvi de suport econòmic per 15 anys. Els estats lliures associats són:
- República de les Illes Marshal
- Estats Federats de Micronèsia
- República de Palau